# Victoria Libertas Pesaro
Maillots
Le club de Victoria Libertas est un club de basket-ball italien fondé en 1947 et basé dans la ville de Pesaro, dans la région des Marches. Plus souvent connu sous le nom de Scavolini Pesaro du nom du principal sponsor et ancien président, Valter Scavolini.

## Historique
En 1999 l'équipe rachète les droits de Gorizia afin de se maintenir en Serie A1, mais en 2005 le club est relégué en Serie B1 (3e division) à cause de problèmes financiers. L'année suivante (fin 2006), Pesaro remonte en Serie A2.

## Noms sponsorisés
- 1952-1958 : Benelli
- 1958-1961 : Lanco
- 1961-1963 : Algor
- 1966-1969 : Butangas
- 1969-1970 : Frizz Pelmo
- 1970-1971 : Tropicali
- 1971-1975 : Maxmobili
- 1975-2005 : Scavolini
- 2005-2010 : Scavolini-Spar
- 2010-2012 : Scavolini-Siviglia
- 2012-2013 : Scavolini-Banca Marche
- 2014-2017 : Consultinvest
- 2017-2018 : Aucun sponsor principal

## Résultats sportifs

### Palmarès
| Compétitions nationales | Compétitions internationales                                                                                         |
| - Championnat d'Italie : - Vainqueur (2) : 1988, 1990. - Finaliste (4) : 1982, 1985, 1992, 1994. - Coupe d'Italie : - Vainqueur (2) : 1985, 1992. - Finaliste (4) : 1986, 1987, 2001, 2004. - Supercoupe d'Italie : - Finaliste (1) : 2001. - Championnat d'Italie amateur : - Vainqueur (1) : 2006. - Coupe d'Italie LNP : - Finaliste (1) : 2006. | - Coupe Saporta : - Vainqueur (1) : 1983. - Finaliste (2) : 1986, 1987 - Coupe Korać : - Finaliste (2) : 1990, 1992. |

## Joueurs et personnalités du club

### Entraîneurs successifs

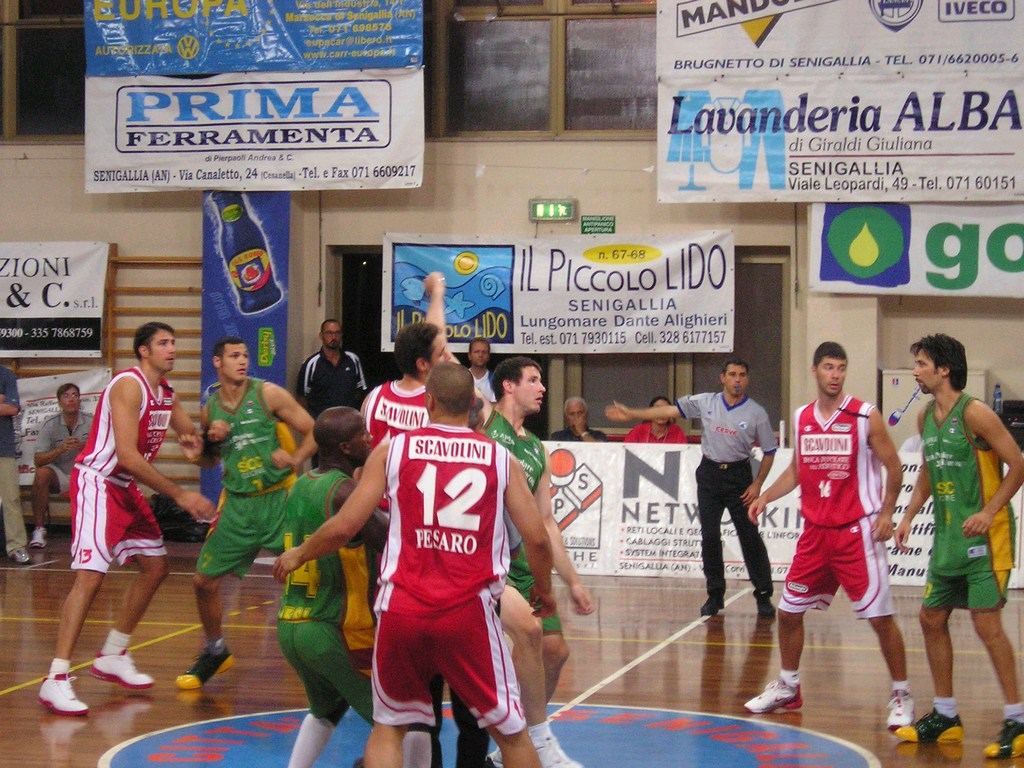
Scavolini en rouge

| Période   | Nom                |
| --------- | ------------------ |
| 1950-1966 | Agide Fava         |
| 1966-1969 | Mario Alesini      |
| 1969-1971 | Boris Sinkovic     |
| 1971-1972 | Carlo Rinaldi      |
| 1972-1973 | Franco Bertini     |
| 1973-1974 | Boris Sinkovic     |
| 1973-1975 | Jim McGregor       |
| 1974-1976 | Giovanni Paolini   |
| 1975-1976 | Marco Marchionetti |
| 1976-1978 | Lajos Toth         |
| 1977-1979 | Marco Marchionetti |
| 1978-1979 | Franco Bertini     |
| 1979-1980 | Carlo Rinaldi      |
| 1979-1980 | Giorgio Secondini  |
| 1980-1981 | Franco Bertini     |
| 1981-1984 | Petar Skansi       |
| 1983-1984 | Franco Bertini     |
| 1983-1984 | Aleksandar Nikolić |
| 1984-1985 | Ronald Casey       |
| 1984-1985 | George Bisacca     |
| 1984-1987 | Giancarlo Sacco    |

| Période     | Nom                   |
| ----------- | --------------------- |
| 1987-1989   | Valerio Bianchini     |
| 1989-1991   | Sergio Scariolo       |
| 1991-1993   | Alberto Bucci         |
| 1993-1996   | Valerio Bianchini     |
| 1996-1997   | Antonio Zorzi         |
| 1996-1997   | Stefano Bizzozi       |
| 1997-1998   | Duško Vujošević       |
| 1997-1998   | Stefano Bizzozi       |
| 1998-1999   | Giancarlo Sacco       |
| 1998-2000   | Attilio Caja          |
| 2000-2002   | Stefano Pillastrini   |
| 2002-2003   | Marco Crespi          |
| 2002-2003   | Stefano Cioppi        |
| 2003-2005   | Phil Melillo          |
| 2004-2005   | Marco Crespi          |
| 2007-2009   | Stefano Sacripanti    |
| 2009-2012   | Luca Dalmonte         |
| 2012-2013   | Giampiero Ticchi      |
| 2012-2013   | Zare Markovski        |
| 2013-2014   | Sandro Dell'Agnello   |
| 2015-2016   | Riccardo Paolini (it) |
| 2016-2017   | Piero Bucchi (en)     |
| 2017-2018   | Spiro Leka (it)       |
| 2018-2019   | Massimo Galli (it)    |
| 2019        | Matteo Boniciolli     |
| 2019        | Federico Perego (en)  |
| 2019-2020   | Giancarlo Sacco (it)  |
| 2020-2021   | Jasmin Repeša         |
| 2021        | Aleksandar Petrović   |
| depuis 2021 | Luca Banchi           |

### Joueurs marquants
Walter Magnifico, qui est le joueur le plus fidèle du club avec dix-neuf saisons disputées, devant Giovanni Paolini, seize, est le joueur qui dispute le plus de rencontres sous le maillot de Pesaro avec 669, devant Domenico Zampolini, 433, Ario Costa, Andrea Gracis et Giovanni Paolini.
Walter Magnifico est le joueur comptant le plus de points : il inscrit 8 542 points, devançant Darren Daye, 3 747, Andrea Gracis, Domenico Zampolini et Amos Benevelli. Il domine le classement des tirs à deux points, 3 236, devant Dayes, 1 386 et le classement des lancers francs avec 1 890, toujours devant Dayes. Le classement des tirs à trois points est dominé par Domenico Zampolini avec 272. Kevin Thompson est le joueur le plus adroit. Il devance Joseph Blair, Dragan Kicanović, Dean Garrett, Lydeka Tautydas.
Magnifico est également le meilleur rebondeur de l'histoire du club avec 3 947 devant Ario Costa, 2 204, Zampolini, Dayes et Gracis. Il domine les deux classements des rebonds défensifs, 2519, et offensifs, 1428, devançant dans ses deux classements Costa et Sampolini. Magnifico est en tête d'une autre statistique ; les interceptions avec 849 devant Gravis, 556, Costa, Daye et Zampolini.
Le classement des passes décisives est dominé par Darren Dayes, 517, devant Gracis, 364, Magnifico, 357, Michael Sylvester et Melvin Booker.
Carlton Myers remporte le titre de meilleur joueur, MVP, du championnat d'Italie en 1993-1994.